# Ranzanico
Ranzanico [ɾanʣaˈniːko] (Ransanìch o Ranzanìch [ɾanzaˈnik] in dialetto bergamasco) è un comune italiano di 1 240 abitanti situato in Val Cavallina, in provincia di Bergamo in Lombardia.

## Geografia fisica

### Territorio
Il territorio di Ranzanico è posto sulla sponda orografica destra dell'alta Val Cavallina, è esteso per 7,04 km² e si sviluppa a quote comprese tra i 337 m s.l.m., rilevati in corrispondenza della superficie del lago di Endine ed i 1.369 m s.l.m. rappresentati dalla vetta del Monte Sparavera.
Il centro storico, “ol Volt” (l'alto) è situato a mezza costa su un terrazzo morfologico formatosi per il passaggio del ghiacciaio dell'Adamello durante le diverse fasi di glaciazione, ad una quota di circa 520 m s.l.m. mentre “ol Bass” (il basso) si sviluppa lungo la costa del lago di Endine ed è formato da due principali nuclei abitativi: quello della Madrera, costruito sul sedime di un conoide originatosi da una frana che ha coinvolto il centro del terrazzo morenico e quello del Dosso, ora Villaggio Angela Maria, posto sul conoide creato dai detriti provenienti, principalmente, dalla Valle Spineda, posta sul confine con il Comune di Spinone al Lago.
Altri insediamenti significativi sono situati in località San Bernardino, con Sant'Anna, posto sull'antica strada che tuttora conduce a Endine Gaiano, uno presso le Cole, poste tra il centro storico ed il Villaggio ed un ultimo alle Crote, poste tra il Villaggio e la località Madrera.

#### Geomorfologia
Il paese di Ranzanico è posto alle pendici del Monte Quaranta, toponimo ormai dimenticato, ma rimasto nel linguaggio parlato con il solo termine “Mut” (Monte); il versante presenta tre vette principali: il Monte Plér 1.051 m s.l.m., il Monte Pizzetto, 1.208 m s.l.m. ed il Monte Sparavera, posto a 1.369 m s.l.m.
La parte superiore ai 950 m s.l.m. è caratterizzata da depressioni di origine carsica (doline); la fascia sottostante, che giunge a ridosso del terrazzo morfologico, è rappresentata da un declivio con pendenza accentuata, ricoperto da boschi di latifoglie, che si sviluppano su detriti di roccia calcarea. Il terrazzo e la parte che digrada verso il lago, è caratterizzata, invece, da pendenze più dolci che ne hanno consentito la coltivazione, grazie anche alla lavorazione del versante in caratteristici terrazzamenti.

#### Geologia
La geologia del territorio risulta molto semplice, poiché rappresentata da due sole formazioni rocciose principali: il Calcare di Zorzino e l'Argillite di Riva di Solto. In alcune zone, si possono notare affioramenti di Porfirite. Il Calcare di Zorzino, che rappresenta la formazione predominante, si può osservare in forma stratificata oppure come falda detritica che, in alcuni punti, si presenta cementata a causa dello scioglimento del calcare da parte dell'acqua meteorologica che, successivamente, viene depositato negli strati sottostanti, aggregando così i vari clasti che compongono il conglomerato.

#### Il paesaggio
L'interazione tra le differenti componenti climatiche e geologiche, connesse alle millenarie attività antropiche ha portato il territorio di Ranzanico a dotarsi di una diversità paesaggistica davvero invidiabile, garantendo, nel contempo, un elevato grado di biodiversità. Dal basso verso l'alto si annoverano: l'ambiente lacustre, il canneto, residui di boschi igrofili (pioppo bianco e salice), i prati da fienagione, boschi termofili (carpino nero, orniello, roverella e, a quote più elevate, sorbo montano, faggio, acero di monte e frassino maggiore), i macereti, le rupi, i pascoli e le praterie seminaturali.
Fino a pochi decenni or sono, il territorio posto nei pressi degli abitati era caratterizzato da campi coltivati a vite, frutta (soprattutto pesche) e cereali (mais, frumento, orzo), ma, ora, a seguito dell'abbandono e dell'incuria dell'uomo, i terreni un tempo curati stanno subendo un lento e inesorabile processo di ricolonizzazione adoperato da specie vegetali quali rovo, clematide, rosa canina, nocciolo, che porteranno ad un successivo imboschimento.
Il paese negli ultimi anni ha conosciuto un notevole sviluppo turistico-residenziale, soprattutto verso il fondo valle, sacrificando gli antichi terrazzamenti produttivi, che caratterizzavano i suoi declivi.

## Origini del nome
La Charta Manifestationis di Aucunda, datata 830 d.C., è la prima documentazione che riporta il nome del paese, allora denominato Brançanico.
Con lo stesso termine, viene individuato nello statuto cittadino del 1263, mentre, in successivi documenti, il nome viene trascritto senza la –B iniziale e, alternativamente, con alcune variazioni, dettate dalla forma di scrittura dell'epoca, quali Ranzanicho e Ranzanigo. Si riscontra anche un Zanzanico, ma è un probabile errore di trascrizione.
L'origine del toponimo Ranzanico è molto dubbia; sono molte le ipotesi che tentano di dare un significato a questo nome, ma nessuna di esse trova una netta conferma.
Prendendo come riferimento il primo nome del paese riportato su di un documento, ovvero Brançanico, si può affermare che esso sia di origine Celtica (Brançanicum); ciò è dimostrato dal fatto che, nella lingua dell'epoca, i suffissi dei toponimi che ora terminano in -ico, -ica, -anico, -anica e simili, stavano ad indicare, nella radice del nome, il "proprietario" del terreno o una caratteristica particolare del posto.
Seguendo questa regola, alcuni studiosi hanno ipotizzato che il nome del paese abbia potuto trarre origine dal nome proprio di persona Branzo o Branzano, da cui Branzanico, ma secondo altri esperti, in lingua celtica, non esistono tali nomi.
Secondo altri, il termine Branzanicum potrebbe derivare da una corruzione del nome Blandianicum, termine aggettivo di Blandianum, ovvero del probabile nome antico del confinante paese di Bianzano (Blandianum), ad indicare, quindi, una dipendenza territoriale da quest'ultimo. L'ipotesi pare avere poca sostenibilità, in quanto il nome Brançanico è stato coniato in epoca celtica, mentre quello di Bianzano, pare sia di origine romana, ovvero del periodo storico successivo.
Un'ulteriore ipotesi vuole che il nome di Ranzanico tragga origine da un nome gentilizio romano come Rantius con suffisso –anicus o Rantianus, con suffisso –icus, ma ciò non ha nessuna conferma.
È probabile, invece, che il nome del fondatore del villaggio fosse tale Brancus, un nome molto diffuso all'epoca, tanto che Tito Livio racconta ne La storia di Roma di un re degli Allobrogi chiamato proprio Brancus. Nell'alto medioevo il nome Brancus si è evoluto in Branzo. Brancus sarebbe un nome votivo di Bran, dio celtico della guerra.

## Storia
Il primo documento scritto che riporta il nome del paese, la Charta Manifestationis di Aucunda, è datato 830 d.C. ed è stato redatto nel periodo storico caratterizzato dalla dominazione carolingia di Ludovico il Pio, figlio di Carlomagno: “… brinio quoque illo que abere visus fuit in brançanico cum omnia ad ipso brinio pertinente et portione sua de villade hec omnia sua portione ex integro quod est medietas judicavit in basilica sancti pancratii sita salsa…”
Il territorio era già frequentato in era neolitica; recenti scavi della Soprintendenza per i Beni Archeologici della Lombardia hanno infatti portato alla luce in varie zone del crinale Monte Pizzetto - Monte Sparavera ceramiche e punte di selce riferibili a tale periodo storico; è da attribuirsi a questa civiltà preistorica la formazione dei pascoli di alta quota, mediante l'incendio controllato della vegetazione.
È probabile che i primi insediamenti stabili sul territorio, fossero costituiti dalle palafitte degli Orobi costruite sul perimetro del lago; in territorio di Endine, sono stati ritrovati resti di palafitte e terrecotte risalenti al periodo compreso tra il neolitico e l'Età del Bronzo.
È da attribuirsi al periodo Gallico (IV secolo a.C.) la fondazione di Ranzanico, ad opera dei Galli Cenomani di Elitovio; il toponimo prediale Brançanico, da cui Ranzanico, è di sicura origine gallica. Anche i toponimi Bondo (da Bunda = "suolo coltivato") e Bosco del Bér (Bér = "orso"), hanno un'origine celtica.
Nel 49 a.C. i Cenomani ottennero i pieni diritti romani e furono ascritti alla tribù Voturia.
Il nome dell'antico insediamento chiamato Rendana, posto nei pressi della Strada Statale n. 42 è di origine romana; pare che l'attuale tracciato della strada ricalchi, in parte, una strada di origine romana (o addirittura preistorica) che, partendo da un incrocio posto nel paese di Carobbio degli Angeli (Quadrivium) conduceva alla Val Borlezza e alla Valle Camonica. Merizzana è un altro toponimo di origine romana che identifica un territorio posto tra le località San Bernardino e S.Anna, lungo l'antica strada, anch'essa di probabile origine preistorica, che collegava gli abitati di Piano di Gaverina, Bianzano, Ranzanico, Endine e Sovere.
Ranzanico è inserito nel Bergomatum Ager e ne seguirà le sorti, nel corso della storia.
Nel 568 d.C., il territorio Bergamasco passò sotto la dominazione dei Longobardi, che nel capoluogo orobico istituirono la sede di un ducato.
Con la conquista del regno longobardo da parte dei Franchi, avvenuta nel 774, Bergamo diviene una Contea: Carlomagno donò ai Monaci di Tours i territori della Val Cavallina e della Val Camonica.
La Charta Manifestationis di Aucunda attesta la presenza, nell'anno 830, di un villaggio di nome Brançanico.
Nel 1161, Federico Barbarossa discende dalla Val Camonica e si dirige verso Bergamo, passando anche attraverso Ranzanico.
Ranzanico diventa "Libero Comune" nel 1263, come riportato nello statuto di Bergamo di quell'anno che elenca tutti i Comuni del territorio assoggettato.
Nel 1428, il territorio bergamasco passo sotto il dominio della Serenissima Repubblica di Venezia, che darà una tranquillità politica a tutto il territorio, sino alla sua decadenza, avvenuta nel 1796, che ha dato origine alla Repubblica Bergamasca, confluita, poi, nella Repubblica Cisalpina.
Negli atti di descrizione dei Comuni del 1456 e 1481 a Ranzanico è annesso il territorio di Endine (Ranzanicho cum Hendine); nel 1596 è descritto separato da Endine.
Nel 1798 vengono aggregati a Ranzanico i Comuni di Bianzano e Spinone, fino alla fusione avvenuta nel 1805.
Nel 1809, viene aggregato al Comune di Endine, fino al 1816.
Nel 1815, Bergamo diviene territorio del Regno Lombardo-Veneto.
Nel 1859, grazie a Garibaldi, Bergamo viene liberata dalla dominazione austriaca e, di conseguenza, è annessa al Regno di Sardegna, divenuto, nel 1861, con la conquista del resto del territorio della penisola, Regno d'Italia.
Anche un cittadino di Ranzanico contribuì all'unificazione italiana: si tratta di Giovanni Battista Suardi, classe 1839, arruolatosi come volontario nel corpo dei Cacciatori delle Alpi, combatté valorosamente nella Battaglia di San Martino avvenuta il 24.06.1859.
Nel 1928, Ranzanico viene unito ad Endine e Piangaiano, a formare il Comune di Endine Gaiano, con sede presso il Casotto di Ranzanico; l'unione dura circa un anno, per assumere l'attuale indipendenza.
Il 12 agosto 1944, durante la seconda guerra mondiale, il generale Cadorna si paracadutò, da un aereo alleato, sul territorio del paese, atterrando in prossimità della "Pozza dei Sette Termini", posta vicino alla vetta del Monte Sparavera, al fine di radunare i Capi Partigiani presenti sul territorio. Fu portato, dai locali, presso l'antico oratorio risalente al XV secolo dedicato a San Bernardino nella località omonima, dove tenne un comizio e, successivamente, fu vestito con abiti civili e trasportato con una corriera a Torino. Due lapidi poste rispettivamente presso la pozza e l'oratorio, ricordano l'evento.

### Simboli
Lo stemma e il gonfalone sono stati concessi con decreto del presidente della Repubblica del 24 ottobre 1974.
Il gonfalone è un drappo di azzurro.

## Monumenti e luoghi d'interesse

### Architetture militari
Risale al XIV secolo la costruzione della torre in pietra che sovrasta l'attuale piazza del paese e che, probabilmente, servì al controllo dei traffici sull'antica via di comunicazione che, da Bergamo (Via Bianzana) conduceva a Bianzano (passando sulla sponda orografica sinistra della bassa Valle Seriana e della Valle Rossa) e da qui continuava attraversando Ranzanico ed Endine Gaiano, per arrivare sino a Sovere, nella Valle Borlezza e alla successiva Val Camonica.
La Torre fu costruita dalla nobile famiglia dei Fabii e, per questo, fu chiamata Turrim de Fabiis, la Torre dei Fabii; nel 1520 la famiglia risulta proprietaria di una "casa cortivata, turrita, cilterata, porticata e ricoperta di piode" (Casa dotata di corte, torre, silter - stanza con soffitto a volta, utilizzata per stagionare prodotti agricoli come salumi e formaggi - portico e ricoperta di pietre.
È probabile che la torre facesse parte di una struttura fortificata ben più complessa, come ad esempio un fortilizio o un castello e della quale si possono osservare le tracce a lato di via Silvio Pellico, dove, accanto alla torre, sorge un edificio caratterizzato da mura con pietre bugnate e da un portale in pietra in stile gotico.
La presenza di un castellano a Ranzanico, documentata nel XV secolo, suffraga questa ipotesi.
Una credenza popolare vuole che il borgo originario fosse posizionato tra l'attuale abitato e quello di San Bernardino, ma che scomparve a causa di un imponente movimento franoso; i toponimi “Càp del Castèl” (Campo del Castello) e "La Tor" (La Torre) che individuano un terreno posto nei pressi della paleofrana, sopra la quale sarebbe sorto il paese, connesso al ritrovamento di fondamenta di edifici antichi, durante scavi fatti nella stessa zona, potrebbero confermare questa ipotesi.
Il castello potrebbe essere stato costruito nel X secolo a difesa dell'invasione degli Ungari e distrutto nel 1452 su ordine della Repubblica di Venezia che, una volta conquistato il territorio bergamasco, fece atterrare le strutture militari.

### Architetture religiose
La chiesa parrocchiale, eretta nel 1476 ma riedificata nel 1786, è dedicata a santa Maria Assunta e presenta quadri di Palma il Giovane, di Enea Salmeggia, di Antonio Cifrondi e Vincenzo Angelo Orelli.
Risale, invece, alla seconda metà del XV secolo la costruzione dell'oratorio di San Bernardino.. La sua edificazione fu finanziata da una ricca famiglia del paese, i Gardoni, che, in Ranzanico, possedevano molte proprietà. È documentato che il monaco senese fece visita ai paesi di Gandino e di Lovere ed è perciò molto probabile che, per raggiungere i due paesi, transitò anche per Ranzanico. Ciò spiegherebbe la fervida devozione che gli abitanti hanno per questo santo.

### Monumenti ai caduti

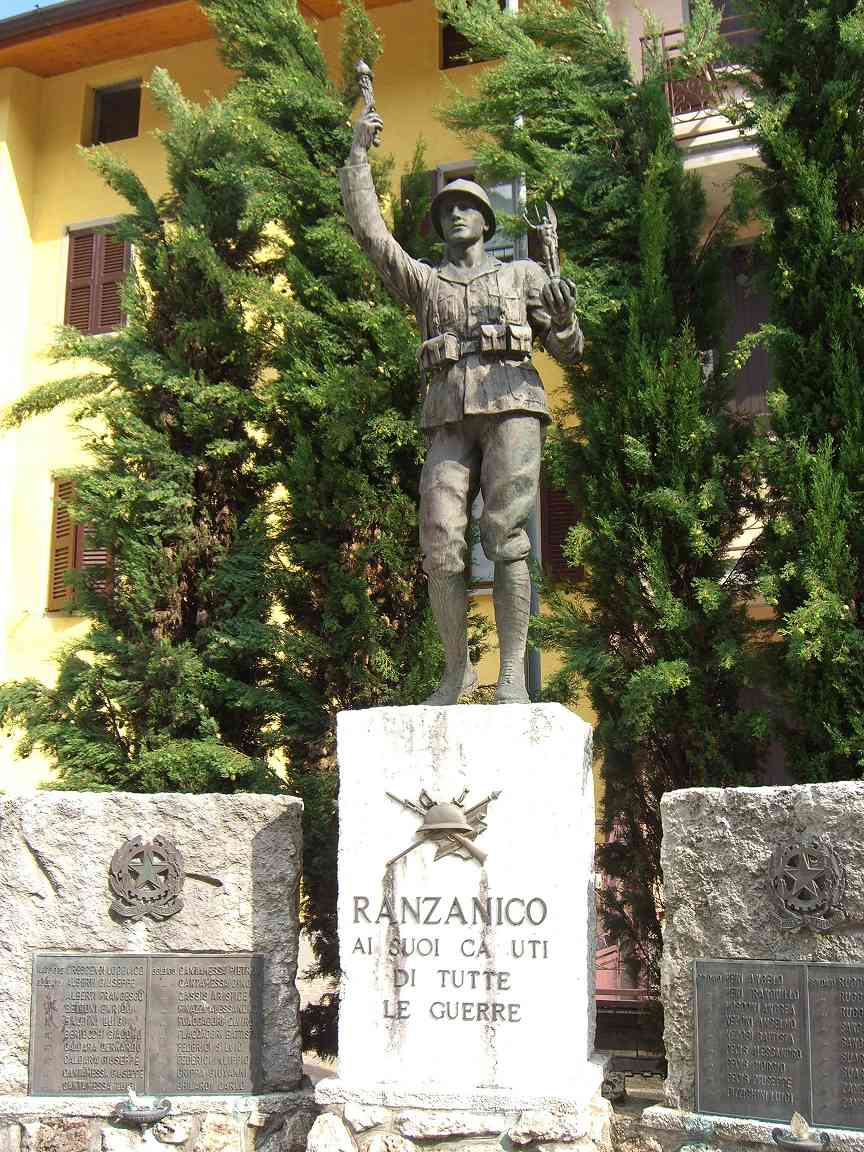
monumento ai caduti
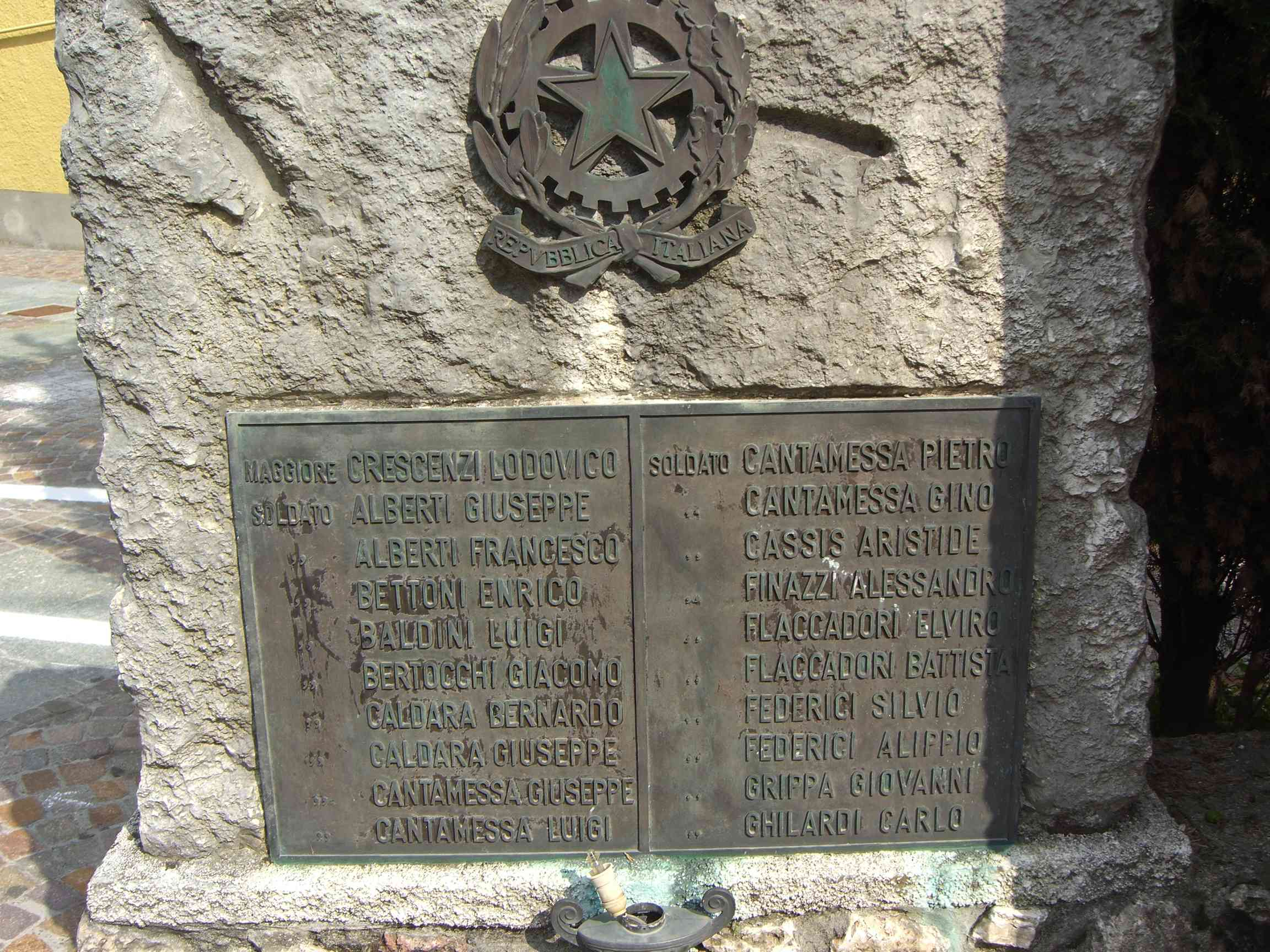
targa sinistra con l'elenco dei caduti per la patria
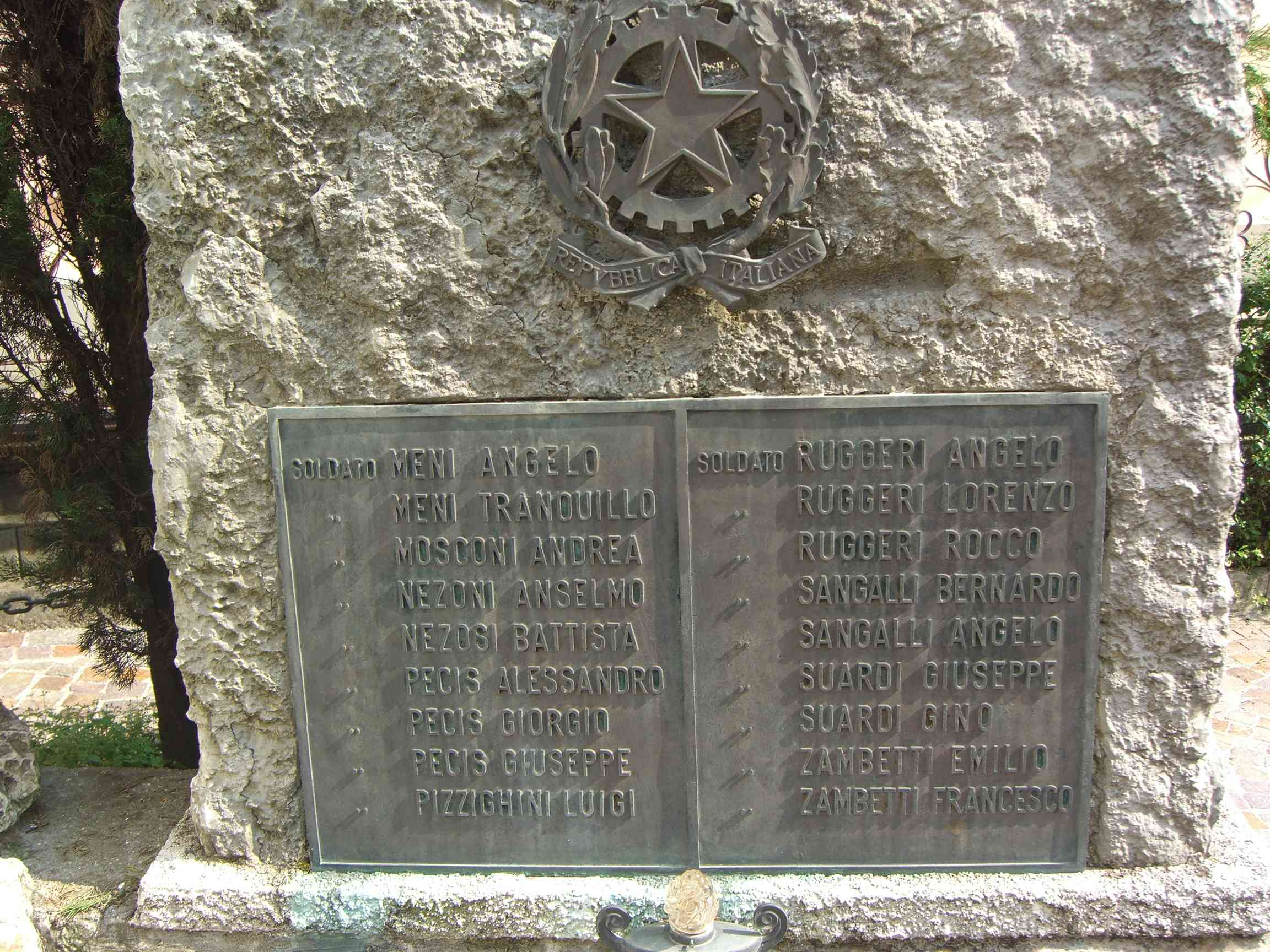
elenco destra con l'elenco dei caduti per la patria
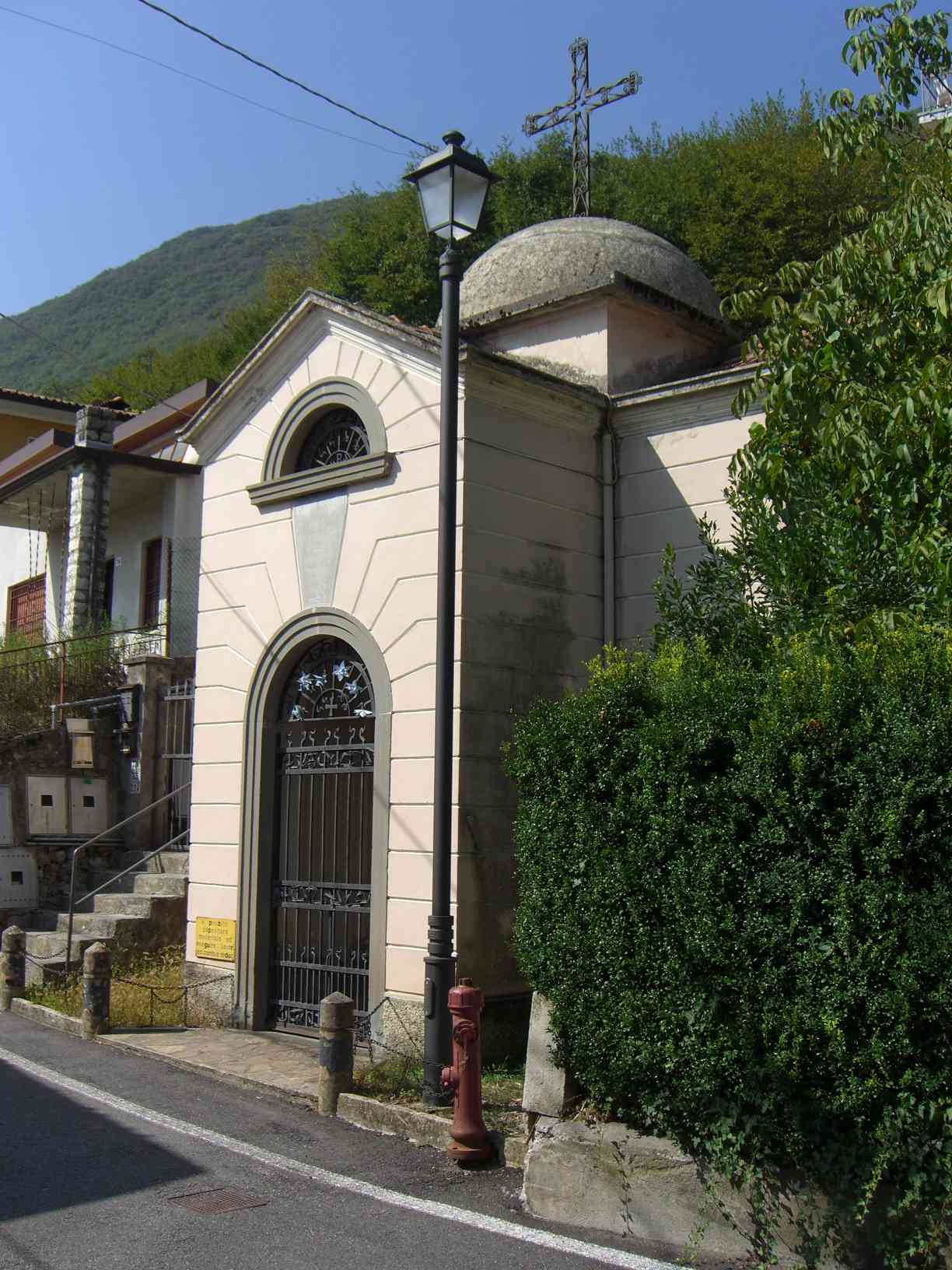
Ranzanico cappella dei caduti per la patria sita in via Don Pezzotta datata 1926
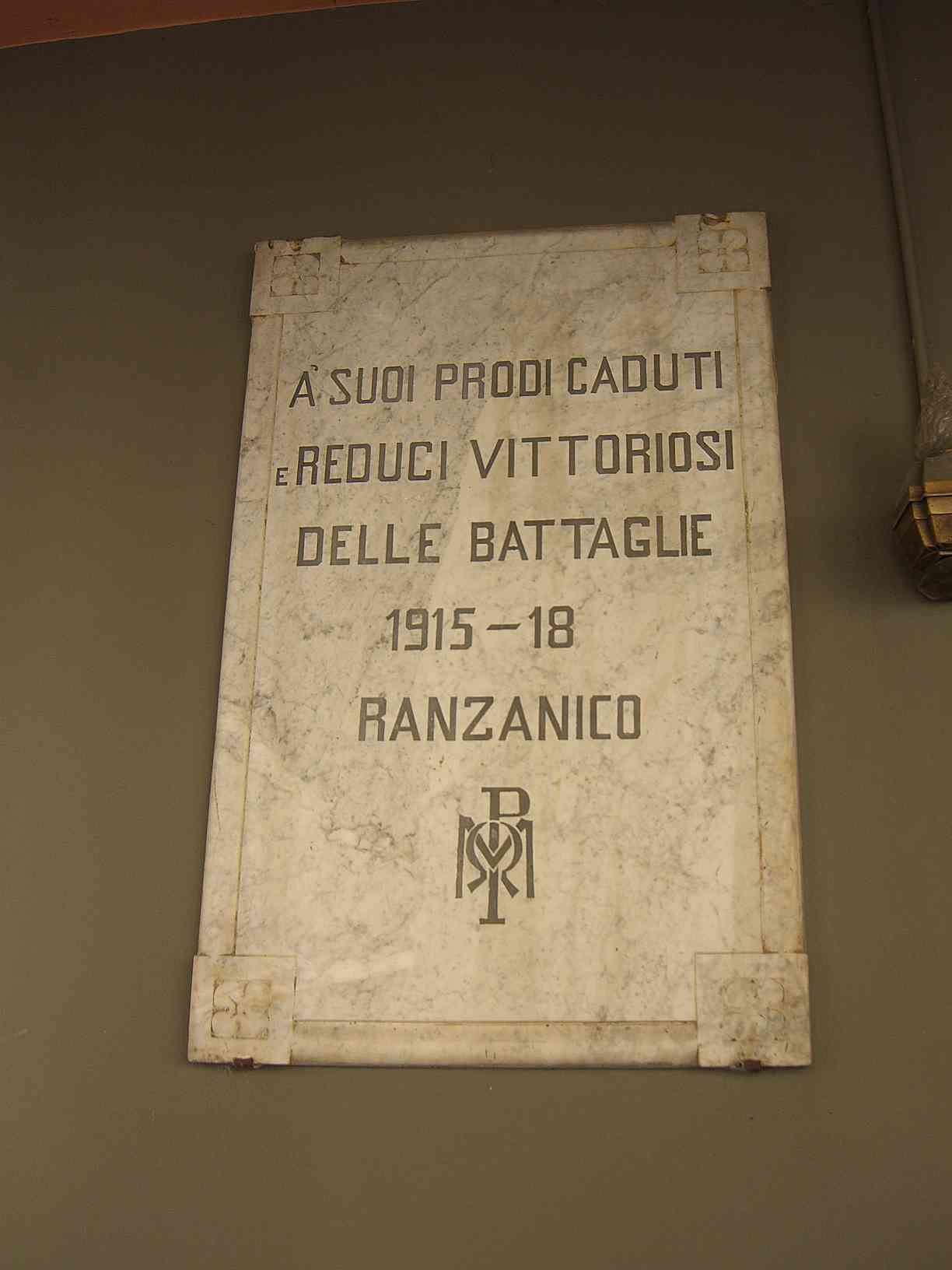
Ranzanico lapide in memoria dei caduti della prima guerra mondiale nel muro del portico del municipio
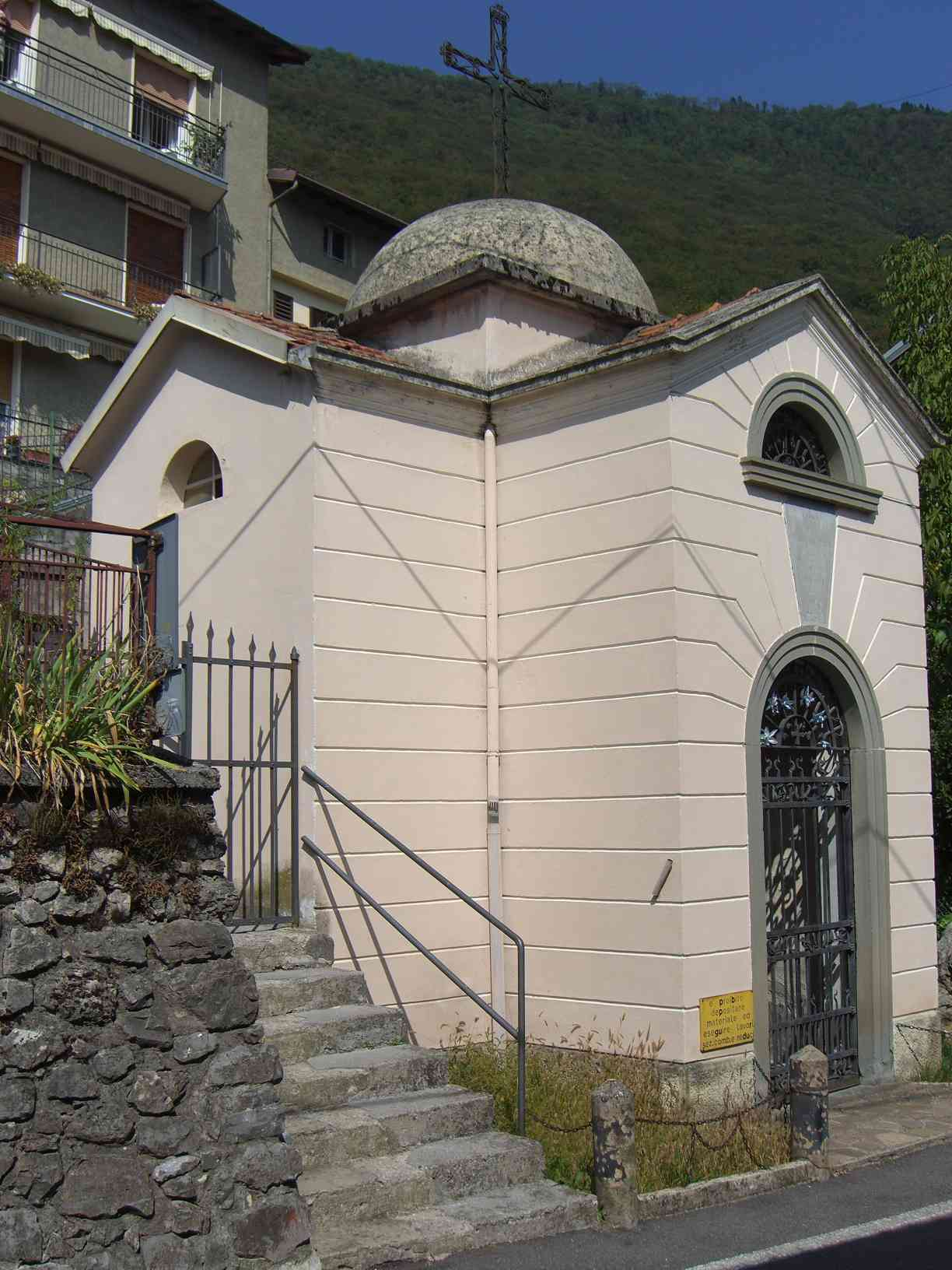
Ranzanico cappella dei caduti per la patria sita in via Don Pezzotta datata 1926
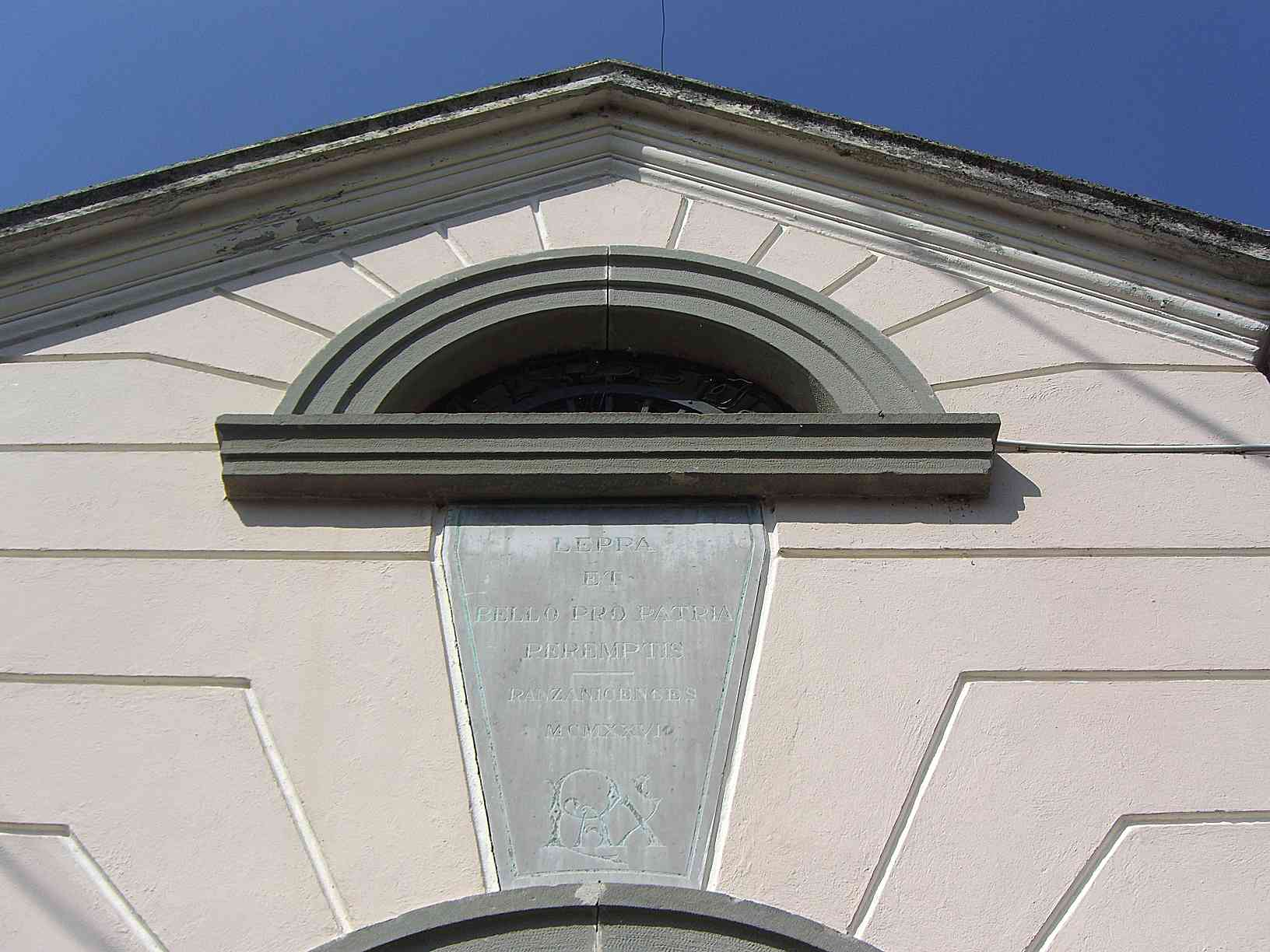
Ranzanico cappella caduti per la patria dedicata nel 1926
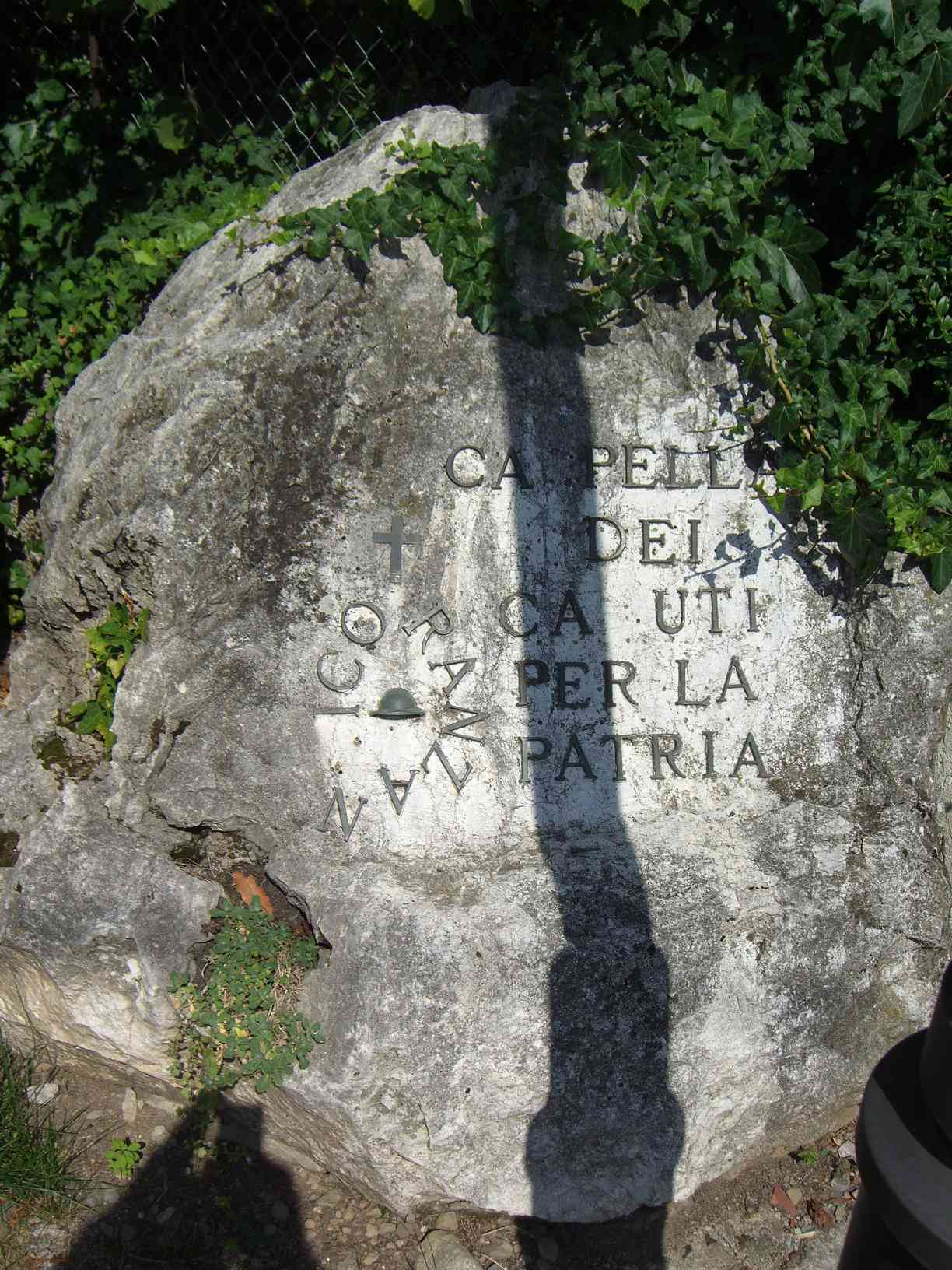
Ranzanico masso con dedica della cappella dei caduti per la patria
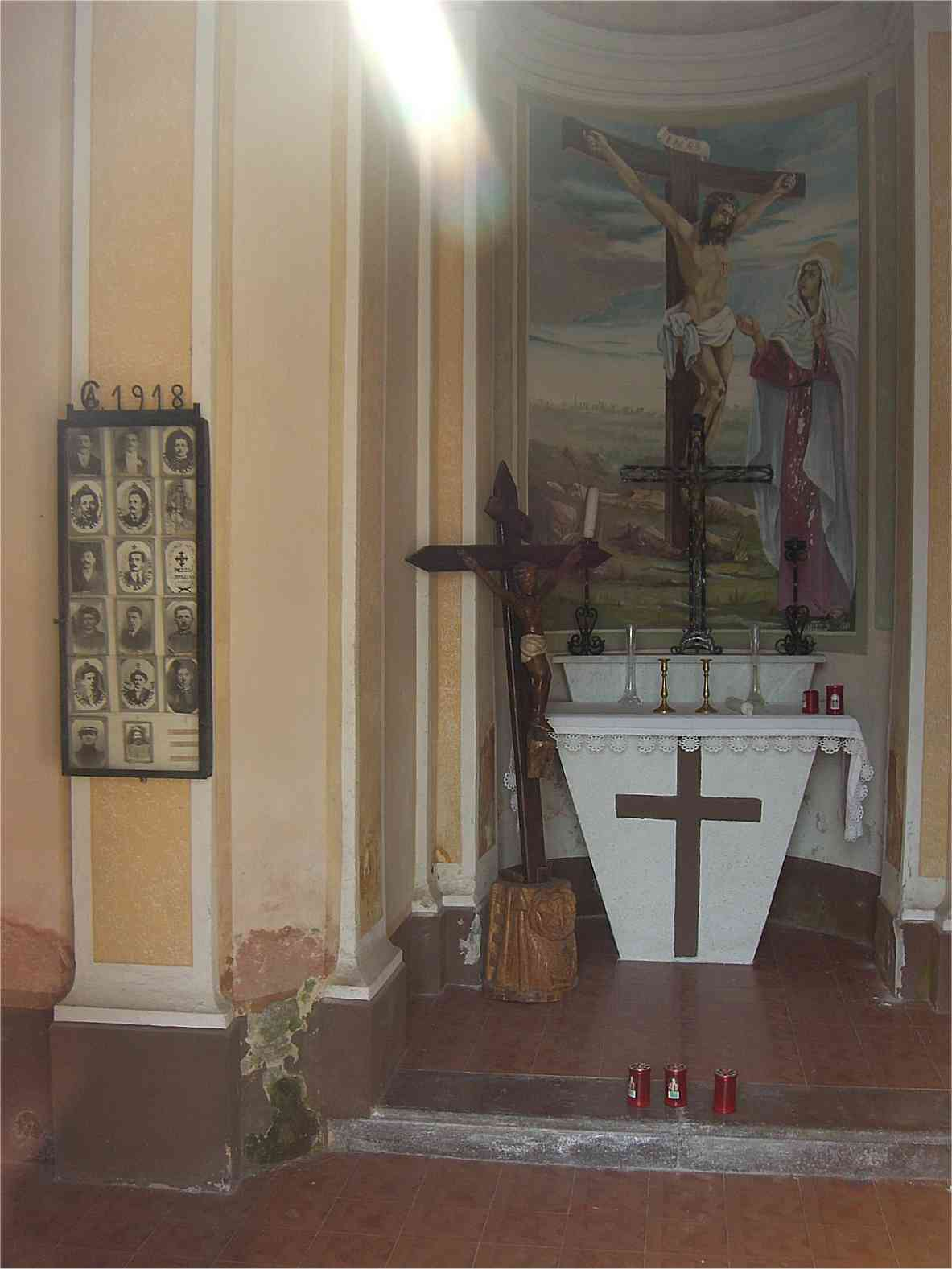
Ranzanico interno della cappella dedicata ai caduti per la patria 1926
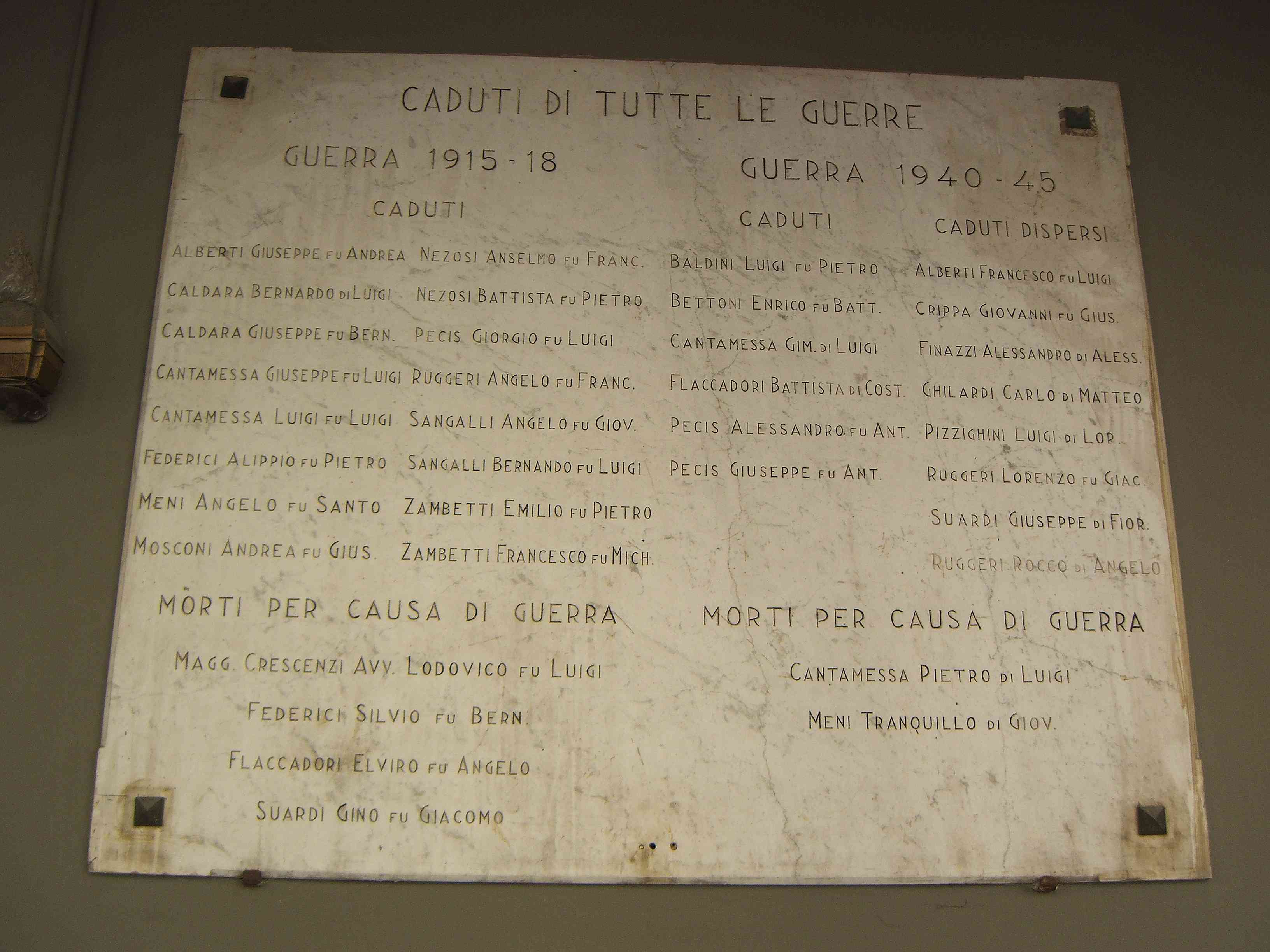
Ranzanico lapide in memoria dei caduti delle due guerre mondiali
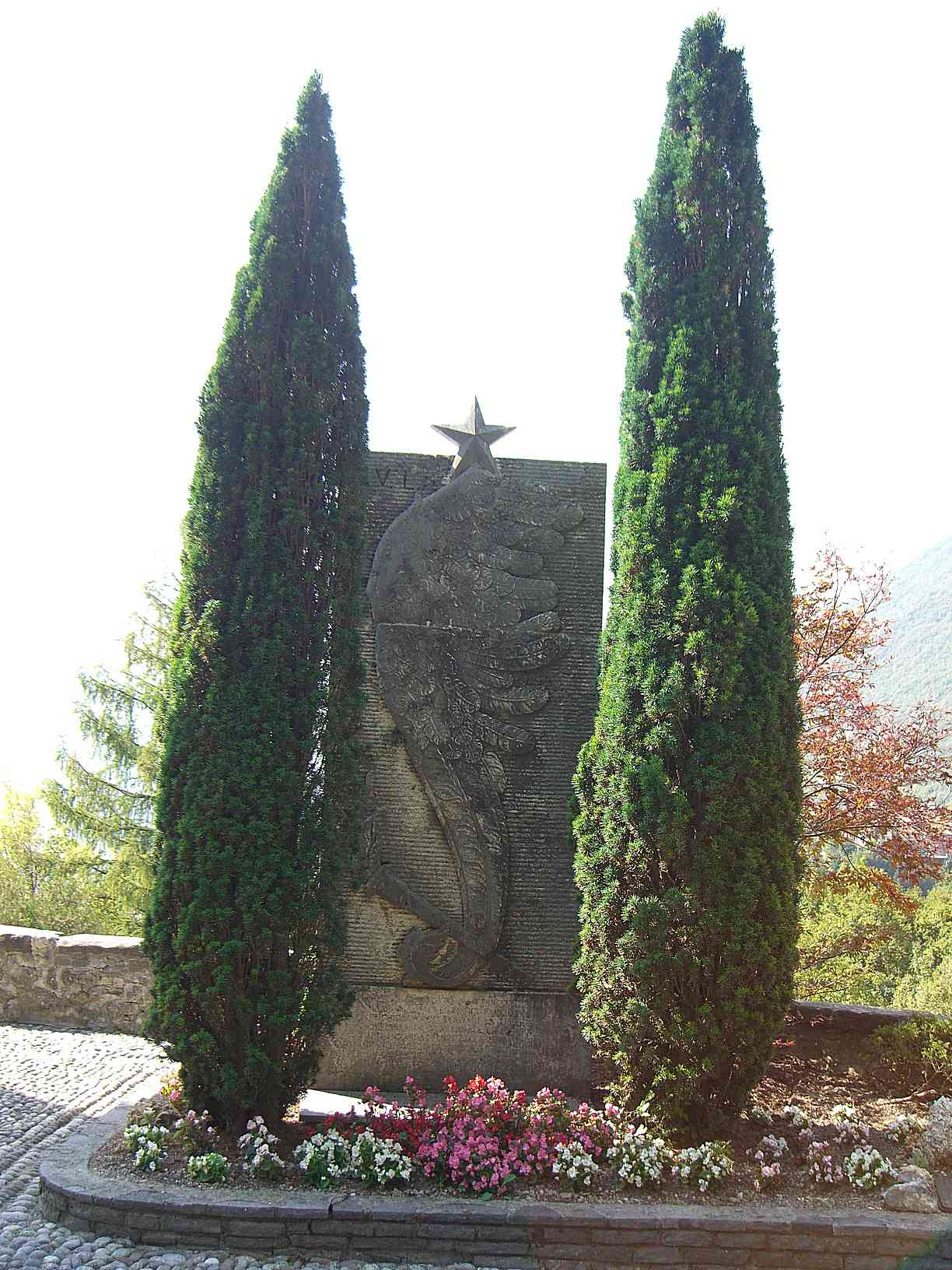
località San Bernardino lapide in memoria della lotta partigiana e del passaggio del generale Raffaele Cadorna Junior da Ranzanico

Del 1926 è la cappella dedicata ai caduti per la patria in via don Pezzotta, la strada che attraversa il paese in direzione di Bianzano.
Altre strutture religiose sono la cappella degli Alpini sita fuori dal paese e la cappella dedicata ai defunti in prossimità del cimitero.
Pesante è stato il tributo di sangue dei ranzanicesi durante le due guerre mondiali i cui caduti e dispersi sono ricordati, oltre che in questo monumento che si erge di fronte al municipio, anche nella cappella a loro dedicata sulla via principale del paese, e in due lapidi affisse nel muro sotto il portico del municipio.

## Società

### Evoluzione demografica
Abitanti censiti

### Tradizioni e folclore

#### Scötöm
I Ranzanicesi vengono definiti come Gosatì o Patatì, a ricordo della malattia chiamata localmente gozzo e frequente negli abitanti dei paesi di montagna, come dimostrato dai tipici burattini bergamaschi "Il Giupì" e "La Margì".
A volte, gli abitanti vengono chiamati anche "i Calivrù de Ransaních", (i calabroni di Ranzanico) a indicare un temperamento tutt'altro che docile.

#### Leggenda del pane nero
Per scoprire quali tra gli abitanti di Endine Gaiano e Ranzanico fossero i più malvagi, venne posto sul confine dei due paesi un palo che sorreggeva un pane bianco: la parte del pane che sarebbe annerita per prima avrebbe assegnato il verdetto. Purtroppo il pane divenne nero verso il paese di Ranzanico ed il Signore, per penitenza, mandò una grande pestilenza alla quale nessuno sopravvisse. Pare che tre frati assistettero i malati e, una volta morti tutti gli abitanti, tentarono di abbandonare il paese, ma giunti un centinaio di metri fuori dall'abitato, caddero in terra senza vita. I morti giacciono tuttora sotto terra attendendo il giorno del completamento della maledizione, quando si risvegleranno dai morti e si vendicheranno sugli abitanti di Endine, il giorno in cui l'intera valle subirà l'ira dei Morti viventi. A loro venne dedicata la cappelletta dei morcc de l'ivvra ("i morti di lebbra"), sostituita, poi, dalla cappella realizzata a suffragio dei caduti della grande guerra.
Secondo questa leggenda, il nome del paese deriverebbe dalla fusione delle parole Razza Iniqua (popolo malvagio).
È curioso sapere che nel libro di Carlo Traini Leggende Bergamasche, viene indicato che «il fatto (la pestilenza) avvenne quando il paese era più popolato e si estendeva fino a comprendere nell'abitato anche la chiesetta di San Bernardino e la cappella di San Fermo, poste rispettivamente a 500 e 800 metri di distanza dal centro.»

#### Curiosità
Il paese veniva soprannominato come "Giardino della Val Cavallina" o "Venezia di Bergamo" per l'estrema cura dei terreni e dei terrazzamenti.

#### Proverbi
"L'acqua de Ransaních la ta fà mör de sít" (L'acqua di Ranzanico ti fa morire di sete) Lo dicevano nelle calde estati dei tempi passati i contadini di Gaverina Terme e di Casazza, che vedevano arrivare dalla Val Camonica i tanto attesi temporali rinfrescanti, ma che purtroppo, puntualmente, concludevano il loro beneficio proprio a Ranzanico, lasciandoli letteralmente "a bocca asciutta".

## Infrastrutture e trasporti
Fra il 1908 e il 1931 la località Casette di Ranzanico ospitò una fermata lungo la tranvia della val Cavallina.
Nel territorio comunale, nei pressi del Lago d'Endine, passa la Strada statale 42 del Tonale e della Mendola.

## Amministrazione
| Periodo        | Periodo        | Primo cittadino   | Partito                                              | Carica  | Note   |
| -------------- | -------------- | ----------------- | ---------------------------------------------------- | ------- | ------ |
| 12 maggio 1985 | 19 maggio 1990 | Aristide Zambetti | Democrazia Cristiana                                 | Sindaco | [ 10 ] |
| 19 maggio 1990 | 23 aprile 1995 | Aristide Zambetti | Democrazia Cristiana                                 | Sindaco | [ 10 ] |
| 23 aprile 1995 | 13 giugno 1999 | Aristide Zambetti | Centro                                               | Sindaco | [ 11 ] |
| 13 giugno 1999 | 12 giugno 2004 | Aristide Zambetti | Lista civica                                         | Sindaco | [ 11 ] |
| 12 giugno 2004 | 8 giugno 2009  | Sergio Buelli     | Lista civica                                         | Sindaco | [ 11 ] |
| 8 giugno 2009  | 26 maggio 2014 | Sergio Buelli     | Lista civica Continuità e rinnovamento per Ranzanico | Sindaco | [ 11 ] |
| 26 maggio 2014 | in carica      | Renato Freri      | Lista civica Insieme per Ranzanico                   | Sindaco | [ 11 ] |